# Reprezentacja Meksyku w piłce wodnej kobiet
Reprezentacja Meksyku w piłce wodnej kobiet – zespół, biorący udział w imieniu Meksyku w meczach i sportowych imprezach międzynarodowych w piłce wodnej, powoływany przez selekcjonera, w którym mogą występować wyłącznie zawodnicy posiadający meksykańskie obywatelstwo. Za jej funkcjonowanie odpowiedzialny jest Meksykański Związek Pływacki (FMN), który jest członkiem Międzynarodowej Federacji Pływackiej.